# Chňapálek vysokotělý
Chňapálek vysokotělý (Caesio cuning) je paprskoploutvá ryba z čeledi chňapalovití (Lutjanidae).
Druh byl popsán roku 1791 ichtyologem Marcusem Elieseren Blochem.

## Popis a výskyt
Maximální délka ryby je 60 cm.
Hřbetní část těla žlutá či šedavě modrá. Břišní část těla bílá či narůžovělá. Prsní, břišní a řitní ploutve bílé až růžové. Velký žlutý ocas. Hřbetní ploutev žlutá vzadu a šedavě modrá vpředu.
Byla nalezena ve vodách Indo-západního Pacifiku: od Srí Lanky po Vanuatu, od jižního Japonska po Austrálii. Často obývá bahnité oblasti s nízkou viditelností v hloubce 1-30 m. Skalnaté a korálové útesy.
Tvoří školky a živý se zooplanktonem. Jedná se o vejcorodou rybu s pelagickými jikrami.